# Hypolytrum africanum
Hypolytrum africanum là loài thực vật có hoa trong họ Cói. Loài này được Nees ex Steud. mô tả khoa học đầu tiên năm 1855.